# Martinho Domiense Pinto Braga
Martinho Domiense Pinto Braga (Ceará, 1828 — ?) foi um engenheiro e político brasileiro.
Filho de José Pinto Braga e de Maria Antônia Ferreira Braga.
Foi o primeiro agrimensor (a serviço do governo imperial brasileiro) responsável juntamente com o pomerano Emil Odebrecht  pela demarcação inicial das terras dotais do Conde e Condessa d'Eu no vale do rio Itapocu entre o final do ano de 1872 até a metade do ano de 1873.
Foi deputado à Assembleia Legislativa Provincial de Santa Catarina na 19ª legislatura (1872 — 1873) e na 20ª legislatura (1874 — 1875).